# ركلات جزاء ترجيحية (كرة القدم)

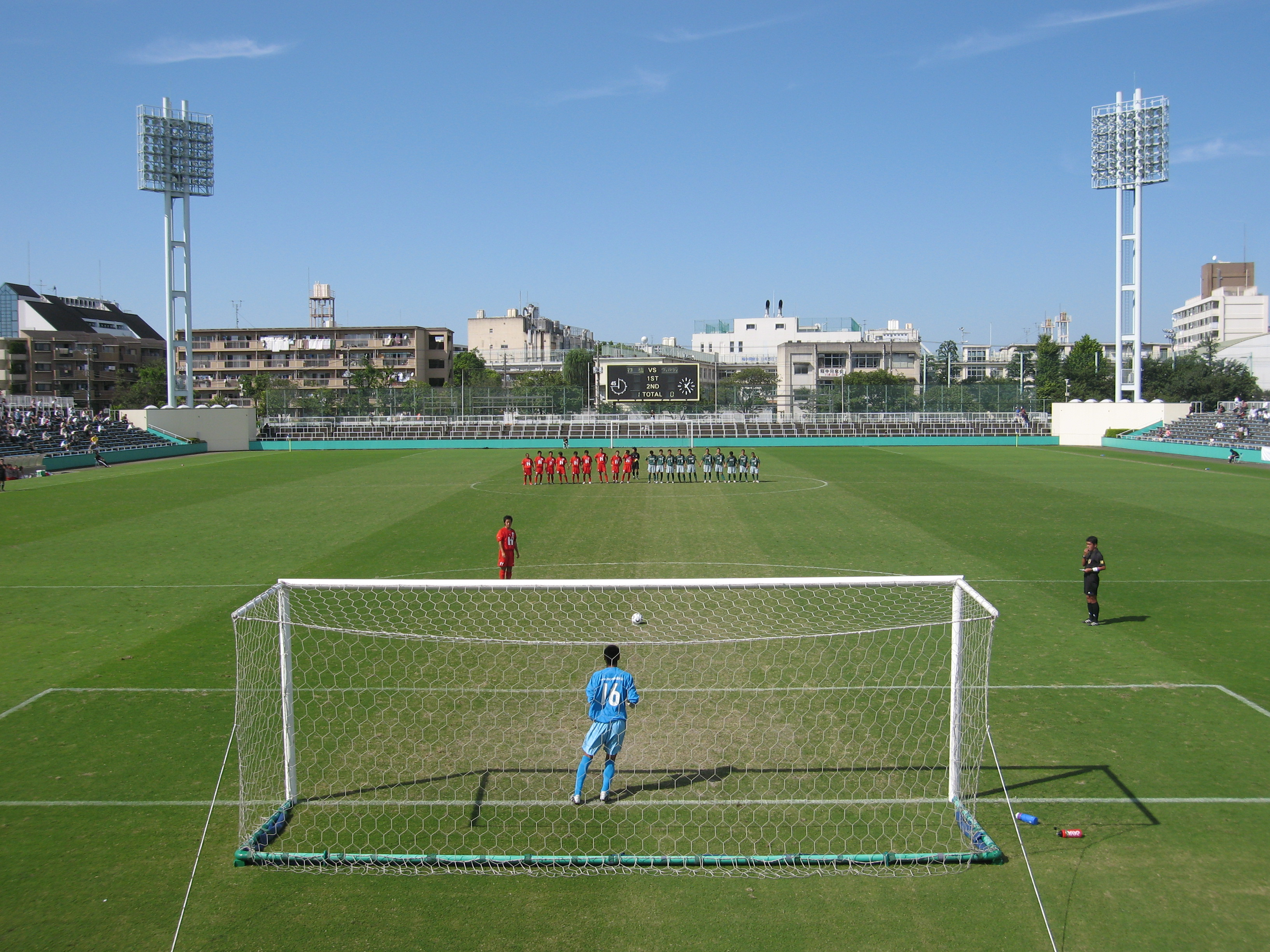
ركلات جزاء ترجيحية

ركلات الجزاء الترجيحية أو ركلات الترجيح هي طريقة أوجدت لحسم المباراة في كرة القدم، بعد أن يكون الوقت الأصلي والإضافي قد انتهى بالتعادل بين الفريقين. وفي بعض الحالات يكون هناك في الدور الأول حسم بين الفرق بهذه الطريقة بعد انتهاء الوقت الأصلي مباشرة (مثل بطولة كوبا أمريكا). غالباً ما يكون هناك فقط خمس ركلات لكل فريق. وركلات الترجيح تختلف عن ركلة الجزاء، ففي ركلة الجزاء يكون الهدف مستحقاً ويكتب مع الأهداف التي سجلت في الوقت الأصلي للمباراة، أما ركلات الترجيح فلا تسجل مع الأهداف التي في الوقت الأصلي فتكون النتيجة في ركلات الترجيح كالتالي:
- الفريق الأول 3 (5) - 3 (3) الفريق الثاني
  - النتيجة: فوز الفريق الأول بركلات الترجيح.

الأهداف التي في خارج الأقواس، هي أهداف الوقت الأصلي حتى لو تم تسجيل ركلة جزاء منها فإنها توضع خارج الأقواس، أما الأهداف التي في داخل الأقواس هي لركلات الترجيح.
أيضاً في ركلات الترجيح يكون كامل الفريقين داخل دائرة منتصف الملعب، بينما في ركلة الجزاء يكونوا خلف منطقة الجزاء للملعب، ولا يحق إلاّ لثلاثة أشخاص بدخولها:
1. اللاعب الذي سيقوم بتنفيذ ركلة الجزاء.
2. حارس المرمى الذي سيقوم بمحاولة صدّها.
3. الحكم.

و لا يحق لحارس المرمى وضع كلا قدميه متقدمًا عن خط المرمى قبل أن يقوم اللاعب بتنفيذ الركلة (مسموح له أن يضع قدم واحدة فقط خارج خط المرمى)، أما في حالة تنفيذها فلهُ أن يتقدم إن أراد ذلك.

## أهم الإحصائيات حول الضربات الترجيحية
أعلى عدد من الركلات الترجيحية سُجل في مباراة ما بين فريقي كي كي بالاس [الإنجليزية] وسيفيكس [الإنجليزية] في كأس ناميبيا عام 2005، فبعد تعادل 2-2 نُفذت 48 ركلة، وانتهت بفوز كي كي بالاس 17-16.
أما في بطولة كأس العالم لكرة القدم فأعلى عدد من الضربات الترجيحية تم تنفيذها فكان بين فرنسا وألمانيا الغربية (كأس العالم 1982 وفازت ألمانيا)، والسويد ورومانيا (كأس العالم 1994 وفازت السويد) حيث نفذ كل فريق ستة ركلات.
أما أعلى عدد من الركلات الترجيحية نٌفذ في بطولة رسمية دولية فكان بين ساحل العاج وغانا (كأس الأمم الأفريقية 1992، وفازت ساحل العاج)، وساحل العاج والكاميرون (كأس الأمم الأفريقية 2006، وفازت ساحل العاج) حيث نفذ كل فريق 12 ركلة.

## قائمة المباريات المنتهية بركلات الترجيح في كأس العالم لكرة القدم
| تاريخ المبارة  | الفائز          | الخاسر          | النتيجة (وقت أصلي) | النتيجة (وقت إضافي) | ركلات الترجيح | البطولة               |
| -------------- | --------------- | --------------- | ------------------ | ------------------- | ------------- | --------------------- |
| 8 يوليو 1982   | ألمانيا الغربية | فرنسا           | 1-1                | 3-3                 | 4-5           | إسبانيا 1982          |
| 21 يونيو 1986  | فرنسا           | البرازيل        | 1-1                | 1-1                 | 3-4           | المكسيك 1986          |
| 21 يونيو 1986  | ألمانيا الغربية | المكسيك         | 0-0                | 0-0                 | 1-4           | المكسيك 1986          |
| 22 يونيو 1986  | بلجيكا          | إسبانيا         | 1-1                | 1-1                 | 4-5           | المكسيك 1986          |
| 25 يونيو 1990  | جمهورية أيرلندا | رومانيا         | 0-0                | 0-0                 | 4-5           | إيطاليا 1990          |
| 30 يونيو 1990  | الأرجنتين       | يوغوسلافيا      | 0-0                | 0-0                 | 2-3           | إيطاليا 1990          |
| 3 يوليو 1990   | الأرجنتين       | إيطاليا         | 1-1                | 1-1                 | 3-4           | إيطاليا 1990          |
| 4 يوليو 1990   | ألمانيا الغربية | إنجلترا         | 1-1                | 1-1                 | 3-4           | إيطاليا 1990          |
| 5 يوليو 1994   | بلغاريا         | المكسيك         | 1-1                | 1-1                 | 1-3           | الولايات المتحدة 1994 |
| 10 يوليو 1994  | السويد          | رومانيا         | 1-1                | 2-2                 | 4-5           | الولايات المتحدة 1994 |
| 17 يوليو 1994  | البرازيل        | إيطاليا         | 0-0                | 0-0                 | 2-3           | الولايات المتحدة 1994 |
| 30 يونيو 1998  | الأرجنتين       | إنجلترا         | 2-2                | 2-2                 | 3-4           | فرنسا 1998            |
| 3 يوليو 1998   | فرنسا           | إيطاليا         | 0-0                | 0-0                 | 3-4           | فرنسا 1998            |
| 7 يوليو 1998   | البرازيل        | هولندا          | 1-1                | 1-1                 | 2-4           | فرنسا 1998            |
| 16 يونيو 2002  | إسبانيا         | جمهورية أيرلندا | 1-1                | 1-1                 | 2-3           | كوريا واليابان 2002   |
| 22 يونيو 2002  | كوريا الجنوبية  | إسبانيا         | 0-0                | 0-0                 | 3-5           | كوريا واليابان 2002   |
| 26 يونيو 2006  | أوكرانيا        | سويسرا          | 0-0                | 0-0                 | 0-3           | ألمانيا 2006          |
| 30 يونيو 2006  | ألمانيا         | الأرجنتين       | 1-1                | 1-1                 | 2-4           | ألمانيا 2006          |
| 1 يوليو 2006   | البرتغال        | إنجلترا         | 0-0                | 0-0                 | 1-3           | ألمانيا 2006          |
| 9 يوليو 2006   | إيطاليا         | فرنسا           | 1-1                | 1-1                 | 3-5           | ألمانيا 2006          |
| 29 يونيو 2010  | باراغواي        | اليابان         | 0-0                | 0-0                 | 3-5           | جنوب أفريقيا 2010     |
| 2 يوليو 2010   | الأوروغواي      | غانا            | 1-1                | 1-1                 | 2-4           | جنوب أفريقيا 2010     |
| 28 يونيو 2014  | البرازيل        | تشيلي           | 1-1                | 1-1                 | 2-3           | البرازيل 2014         |
| 29 يونيو 2014  | كوستاريكا       | اليونان         | 1-1                | 1-1                 | 3-5           | البرازيل 2014         |
| 5 يوليو 2014   | هولندا          | كوستاريكا       | 0-0                | 0-0                 | 3-4           | البرازيل 2014         |
| 9 يوليو 2014   | الأرجنتين       | هولندا          | 0-0                | 0-0                 | 2-4           | البرازيل 2014         |
| 1 يوليو 2018   | روسيا           | إسبانيا         | 1-1                | 1-1                 | 3-4           | روسيا 2018            |
| 1 يوليو 2018   | كرواتيا         | الدنمارك        | 1-1                | 1-1                 | 2-3           | روسيا 2018            |
| 3 يوليو 2018   | إنجلترا         | كولومبيا        | 1-1                | 1-1                 | 3-4           | روسيا 2018            |
| 7 يوليو 2018   | كرواتيا         | روسيا           | 1-1                | 2-2                 | 3-4           | روسيا 2018            |
| 5 ديسمبر 2022  | كرواتيا         | اليابان         | 1-1                | 1-1                 | 1-3           | قطر 2022              |
| 6 ديسمبر 2022  | المغرب          | إسبانيا         | 0-0                | 0-0                 | 0-3           | قطر 2022              |
| 9 ديسمبر 2022  | كرواتيا         | البرازيل        | 0-0                | 1-1                 | 2-4           | قطر 2022              |
| 9 ديسمبر 2022  | الأرجنتين       | هولندا          | 2-2                | 2-2                 | 3-4           | قطر 2022              |
| 18 ديسمبر 2022 | الأرجنتين       | فرنسا           | 2-2                | 3-3                 | 2-4           | قطر 2022              |